# Unterelchingen
Unterelchingen ist einer von drei Ortsteilen der Gemeinde Elchingen im schwäbischen Landkreis Neu-Ulm in Bayern. 

## Geographie
Das Pfarrdorf Unterelchingen liegt im Nordosten des Gemeindegebietes, südwestlich folgen Oberelchingen und Thalfingen. Der Ort befindet sich nahe dem Autobahnkreuz Ulm-Elchingen der A7 und der A 8 und etwa 2 Kilometer nördlich der Donau.

## Geschichte
Die ehemaligen Gemeinden Oberelchingen, Thalfingen und Unterelchingen schlossen sich im Rahmen der Gebietsreform in Bayern am 1. Mai 1978 zur Gemeinde Elchingen zusammen. 

## Sehenswürdigkeiten
- Katholische Pfarrkirche St. Michael
- Katholischer Pfarrhof mit Pfarrstadel, 18. Jahrhundert*

Siehe auch: Liste der Baudenkmäler in Unterelchingen

## Söhne und Töchter
In Unterelchingen geboren:
- Michael Wiedemann (1661–1703), Stuckateur und Baumeister des Barock
- Reinhold Hucker (* 1949), ehemaliger Ringer